# Jan Hoffmann (Rechtswissenschaftler)
Jan Hoffmann (* 1972) ist ein deutscher Rechtswissenschaftler und Hochschullehrer an der Brandenburgischen Technischen Universität Cottbus-Senftenberg (BTU).

## Leben
Hoffmann studierte Rechtswissenschaften an den Universitäten Leipzig sowie Stockholm (ERASMUS). Es folgte ein Studium des Rechts der Europäischen Integration, parallel zum Rechtsreferendariat am Landgericht Leipzig. Promoviert wurde Hoffmann im Öffentlichen Recht an der Juristischen Fakultät der Europa-Universität Viadrina Frankfurt (Oder). Er habilitierte sich an der Brandenburgischen Technischen Universität (BTU) in Cottbus, wo er die Venia Legendi für Öffentliches Recht, insbesondere Umwelt- und Verwaltungsrecht, sowie Europarecht und Völkerrecht, erwarb. Für hervorragende Leistungen in Forschung und Lehre wurde ihm dort die Würde eines außerplanmäßigen Professors verliehen. Hoffmann ist Begründer der Cottbuser Europagespräche, die im Jahr 2023 von Bundestagspräsident a. D. Wolfgang Schäuble feierlich eröffnet worden sind. Er ist Rezensent unter anderem des Wroclaw Review of Law, Administration & Economics.

## Werke (Auswahl)
- Herausforderung Klimaschutz. Nomos, Baden-Baden, 2007, ISBN 978-3-8329-2834-6 (Dissertation).
- Bausteine für eine „umweltgerechte Unternehmensführung“. Nomos, Baden-Baden, 2018, ISBN 978-3-8487-5338-3 (Habilitationsschrift).

| Personendaten    | Personendaten                                       |
| ---------------- | --------------------------------------------------- |
| NAME             | Hoffmann, Jan                                       |
| KURZBESCHREIBUNG | deutscher Rechtswissenschaftler und Hochschullehrer |
| GEBURTSDATUM     | 1972                                                |